# 類別トリック集成
「類別トリック集成」（るいべつトリックしゅうせい）は江戸川乱歩の評論。雑誌『宝石』の昭和28年9、10月号に初出。それを補丁したものが『続・幻影城』に収録されている。

## 概要
ジョン・ディクスン・カーの小説『三つの棺』の17章「密室の講義」に触発された江戸川乱歩が、古今東西の推理小説におけるトリックを分類、それぞれの項に簡単な解説をほどこした評論である。推理小説やその周辺から871例が抽出された。特筆すべき例のみ、細部にわたる具体的な説明が付されている。また例の多くは作者名と長短編の区別しか記述されておらず作品名は省かれている。
ほかにも「凶器としての氷」「顔のない死体」「隠し方のトリック」など、同工の評論があり、いずれも『続・幻影城』に収録されている。乱歩自身が序文で述べているように、「類別トリック集成」は同書の第一部の中核を担う。
また、下記の分類表からも明らかなようにトリックの分類は第一項から第六項までで、第七項以降はアイデアの分類であって厳密にはトリックではない。特に第九項は乱歩自身「副産物である」と述べている。
佐野洋は『推理日記』で「いや、小説を書くようになる前から、私は『類別トリック集成』の愛読者であった。記者クラブでそれを読みながら、ぞくぞくとした快感に襲われた記憶がある。」と述懐している。

## 江戸川乱歩のトリック分類表

### 第一：犯人（または被害者）の人間に関するトリック
全225例
A.一人二役 - 130例
1. 犯人が被害者に化ける
2. 共犯者が被害者に化ける
3. 犯人が被害者の一人を装う
4. 犯人と被害者と全く同一人物
5. 犯人が嫌疑をかけたい第三者に化ける
6. 犯人が架空の人物に化ける
7. 替玉二人一役
8. 双生児トリック
9. 一人三役、三人一役、二人四役

B.一人二役のほかの意外な犯人 - 75例
1. 探偵が犯人
2. 裁判官、警官、典獄が犯人
3. 事件の発見者が犯人
4. 事件の記述者が犯人
5. 幼年または老人が犯人
6. 不具者、病人が犯人
7. 死体が犯人
8. 人形が犯人
9. 意外な多人数の犯人
10. 動物が犯人

C.犯人の自己抹殺（一人二役以外の） - 14例
1. 焼死を装う
2. その他の偽死
3. 変貌
4. 消失

D.異様な被害者 - 6例

### 第二：犯人が現場に出入りした痕跡についてのトリック
全106例
A.密室トリック - 83例
1. 犯行時犯人が室内にいなかったもの
  1. イ.室内の機械仕掛け
  2. ロ.窓または隙間を通しての室外からの殺人
  3. ハ.密室内にて被害者自ら死に至らしめる
  4. ニ.密室における他殺を装う自殺
  5. ホ.密室における自殺を装う他殺
  6. ヘ.密室における人間以外の犯人
2. 犯行時犯人が室内にいたもの
  1. イ.ドアのメカニズム
  2. ロ.実際より後に犯行があったとみせかける
  3. ハ.実際より前に犯行があったとみせかける--密室における早業殺人
  4. ニ.ドアの背後に隠れる簡単な方法
  5. ホ.列車密室
3. 犯行時被害者が室内にいなかったもの
4. 密室脱出トリック

B.足跡トリック - 18例
C.指紋トリック - 5例

### 第三：犯行の時間に関するトリック
全39例
A.乗物による時間トリック - 9例
B.時計による時間トリック - 8例
C.音による時間トリック - 19例
D.天候、季節その他の天然現象利用のトリック - 3例

### 第四：兇器と毒物に関するトリック
全96例
A.兇器トリック - 58例
1. 異様な刃物
2. 異様な弾丸
3. 電気殺人
4. 殴打殺人
5. 圧殺
6. 絞殺
7. 墜落死
8. 溺死
9. 動物利用の殺人
10. その他の奇抜な兇器

B.毒薬トリック - 38例
1. 嚥下毒
2. 注射毒
3. 吸入毒

### 第五：人および物の隠し方トリック
全141例
A.死体の隠し方 - 83例
1. 一時的に隠す
2. 永久に隠す
3. 死体移動による欺瞞
4. 顔のない死体

B.生きた人間の隠れ方 - 12例
C.物の隠し方 - 35例
1. 宝石
2. 金貨、金塊、紙幣
3. 書類
4. その他

D.死体および物の替玉 - 11例

### 第六：その他各種トリック
全93例
1. 鏡トリック
2. 錯視
3. 距離の錯覚
4. 追うものと追われるものの錯覚
5. 早業殺人
6. 群集の中の殺人
7. 「赤髪」トリック
8. 「二つの部屋」トリック
9. プロバビリティーの犯罪
10. 職業利用の犯罪
11. 正当防衛トリック
12. 一事不再理のトリック
13. 犯人自身がその犯行を遠方から目撃するトリック
14. 童謡殺人
15. 筋書殺人
16. 死者からの手紙
17. 迷路
18. 催眠術
19. 夢遊病
20. 記憶喪失症
21. 奇抜な盗品
22. 交換殺人

### 第七：暗号記法の種類
（小説の例で）全37例
A.割符法　
B.表形法 - 4例
C.寓意法 - 11例
D.置換法 - 3例
1. 普通置換法
2. 混合置換法
3. 挿入法
4. 窓板法

E.代用法 - 10例
1. 単純代用法
2. 複雑代用法

- イ.平方式暗号法
- ロ.計算尺暗号法
- ハ.円盤暗号法
- ニ.自動計算機械による暗号

F.媒介法 - 9例

### 第八：異様な動機
全39例
A.感情の犯罪 - 20例
1. 恋愛
2. 復讐
3. 優越感
4. 劣等感
5. 逃避
6. 他の犯罪

B.利慾の犯罪 - 7例
1. 遺産相続
2. 脱税
3. 保身防衛
4. 秘密保持

C.異常心理の犯罪 - 5例
1. 殺人狂
2. 芸術としての殺人
3. 父コンプレックス

D.信念の犯罪 - 7例
1. 宗教上の信念
2. 思想上の信念
3. 政治上の信念
4. 迷信

### 第九：トリッキイな犯罪発覚の手掛り
全45例
A.物質的手掛りの機智 - 17例
B.心理的手掛りの機智 - 28例